# Horst Sockoll
Horst Sockoll (* 24. April 1925 in Zeitz; † 1. März 2003 in Halle/Saale) war ein Fußballspieler und Fußballtrainer. In den 1950er- und 1960er-Jahren war er Trainer der DDR-Oberligamannschaft des SC Chemie Halle und dessen Nachfolger Hallescher FC Chemie. Mit dem SC Chemie wurde er 1956 DDR-Pokalsieger.
Horst Sockoll begann als Achtjähriger bei seinem Heimatverein, dem Zeitzer BC, Fußball zu spielen. 1934 wechselte er zum Zeitzer SV, wo er bereits mit 17 Jahren in der 1. Mannschaft als Mittelläufer eingesetzt wurde. Seine Fußball-Laufbahn wurde unterbrochen, als er 1942 zur Wehrmacht eingezogen wurde. Mit einer schweren Gesäßverletzung kehrte er nach Kriegsende 1945 nach Zeitz zurück. In der SG Zeitz spielte Sockoll noch bis zur Saison 1948/49, musste aber noch während der Saison wegen einer Bänderverletzung den aktiven Fußballsport aufgeben. Anschließend wurde er bei der 1949 gegründeten ZSG Hydrierwerk Zeitz Fußballsektions- und Mannschaftsleiter.
1953 nahm Horst Sockoll an der Leipziger Sporthochschule DHfK ein einjähriges Trainerstudium auf. Anschließend wurde er 1954 für ein Jahr Assistenztrainer beim SC Turbine Erfurt. Zu Beginn der Fußballsaison 1955 übernahm er das Training der Fußballmannschaft des SC Chemie Halle-Leuna, die in der Vorsaison aus der DDR-Oberliga, der höchsten ostdeutschen Fußballklasse, abgestiegen war.
In der Übergangsrunde 1955, in der 13 Runden zur Überbrückung auf das Spieljahr 1956 mit dem neuen Kalenderjahr-Rhythmus ausgetragen wurden, erreichte Horst Sockoll mit den Hallensern Rang vier, in der Saison 1956 führte er den SC Chemie als Tabellenzweiter wieder in die Oberliga zurück. Die erfolgreiche Saison krönte er mit dem Gewinn des DDR-Fußballpokals. Der Zweitligist bezwang am 16. Dezember 1956 den Oberligisten Vorwärts Berlin mit 2:1.
In der Oberligasaison 1957 konnte Horst Sockoll den Hallenser Klub mit Platz 12 knapp vor dem Wiederabstieg retten, doch ein Jahr später stieg er mit dem neu strukturierten SC Chemie Halle ab und trennte sich daraufhin vom Verein.
Horst Sockoll wurde zum DDR-Liga-Aufsteiger BSG Chemie Wolfen versetzt, wo er bis 1960 als Trainer tätig war. Zur Saison 1961/62, man war wieder zum Sommer-Frühjahr-Rhythmus zurückgekehrt, holte der SC Chemie Halle Sockoll als Cheftrainer zurück. Nachdem die Hallenser nach der Hinrunde nur auf dem vorletzten Platz in der Oberliga gelandet waren, trennte sich der Klub nach sechs Monaten wieder von Horst Sockoll. Noch im Dezember 1961 wurde Horst Sockoll beim DDR-Fußballverband DFV als Koordinator der Bezirkstrainer und des Nachwuchsfußballs angestellt. Im Juli 1966 wurde Sockoll zum dritten Mal Trainer in Halle, nun beim Nachfolgeklub des SC Chemie, dem sieben Monate zuvor gegründeten Halleschen FC Chemie (HFC). Noch als SC Chemie war die Mannschaft als Aufsteiger in der Oberliga angetreten und hatte als HFC mit Tabellenplatz elf knapp den Klassenerhalt geschafft. Auch unter Horst Sockoll trat keine wesentliche Besserung ein, bis 1970 kämpften die Hallenser stets nur gegen den Abstieg.
1970 trennten sich der HFC und sein Trainer erneut, Horst Sockoll wurde vom Fußball-Bezirksfachausschuss Halle übernommen, wo er bis 1972 tätig war. Anschließend schickte der DFV Horst Sockoll als Entwicklungshelfer ins Ausland. Er arbeitete unter anderem als Auswahltrainer und Trainerausbilder erfolgreich in Somalia, später im Jemen, in Syrien, Mexiko und Lesotho. In dieser Zeit nahm er mit den jeweiligen Mannschaften an zahlreichen nationalen und internationalen Turnieren teil.
1983 kehrte er in die DDR zurück und arbeitete bis zum Eintritt ins Rentenalter als Berater und Nachwuchstrainer beim HFC. Im Jahr 2000 wurde er vom Präsidenten des Halleschen Fußballclub e.V. zum Ehrenmitglied des Vereins ernannt. Bis zu seinem Tod 2003 galt er als Verfasser von Fachartikeln und übernahm immer wieder ehrenamtliche Aufgaben im sportlichen Bereich, unter anderem für den Fußballverband des Landes Sachsen-Anhalt.